# Zipeg
Zipeg es un compresor/descompresor open source que funciona bajo Mac OS X y Windows. También es conocido por permitir la previsualización y navegación sobre archivos comprimidos. Soporta los formatos RAR, ZIP, ARJ, 7-zip, TAR, GZIP, BZ2, CPIO, LZH e ISO.
La última versión de esta aplicación soporta archivos de más de 4GB y se encuentra disponible para Windows: XP y Vista, Mac OS X: Tiger y Leopard.

## Descargas
- Zipeg para Windows
- Zipeg para Mac
- Zipeg para Mac (version PowerPC)